# Кінофестиваль у Тампере
Кінофестиваль у Тампере (фін. Tampereen elokuvajuhlat, англ. Tampere Film Festival) — кінематографічний фестиваль, який щорічно на початку березня проводиться у фінському містечку Тампере.
Міжнародна федерація асоціацій кінопродюсерів акредитувала кінофестиваль у Тампере як один із п'яти фестивалів секції документального та короткометражного кіно.

## Історія фестивалю
Коріння фестивалю криються в Днях короткометражного кіно в Тампере, події, що відбулася в кінці лютого 1969 року. Успіх заходу перевершив усі очікування свого ідейного натхненника, фаната кіно Ілккі Калліомякі, і він, заручившись підтримкою міністерства освіти, фінської кінематографічної асоціації та керівництва міста Тампере, вже наступного, 1970 року, організував перший повноцінний кінофестиваль. У 2010 році було скромно, але зі смаком відзначено сорокарічний ювілей фестивалю.

## Конкурсна програма
Фестиваль є міжнародним, і програма складається з двох секцій: національний конкурс і міжнародний конкурс. З самого початку Тампере приваблював молодих кінематографістів-ентузіастів кіно. Молодь тут не лишень заповнює кінозали, а й представляє свої роботи на конкурс. Ще однією відмінною рисою фестивалю є його підкреслена аполітичність. Для організаторів головним критерієм для участі в програмі завжди була прихильність режисерів до вищих ідеалів кіномистецтва, але аж ніяк не ідеологічна складова.
У ранні роки існування фестивалю близько сотні кінокартин щороку брали участь у конкурсі. У 90-х роках їх кількість зросла до кількох сотень, і в 2000 році було прийнято рішення встановити чітке число фільмів-конкурсантів фестивалю. У цей час до участі в національній і міжнародній програмах допускаються 120 робіт. Це дійсно складний вибір для організаторів, адже число заявок вимірюється тисячами. Приміром, у 2009 році їх було понад 3 тис.

## Нагороди
У конкурсі міжнародних фільмів визначають володаря Ґран-прі кінофестивалю та переможців у секціях анімації, фантастики та документального кіно. Національний конкурс має такі призові місця: Головний приз, Спеціальний приз, Студентська премія, Премія молодіжного журі. Усі переможці нагороджуються спеціальними статуетками з назвою «Поцілунок». Також на конкурсі передбачено грошові призи: два головні фільми нагороджуються преміями в розмірі 5000 €, решта — 1500 €.